# Karol Galek
Karol Galek (* 14. července 1979) je slovenský politik, geolog a energetik, v letech 2016 až 2020, 2022 až 2023 a opět od roku 2024 poslanec Národní rady SR, v letech 2020 až 2022 státní tajemník na slovenském Ministerstvu hospodářství.

## Život
Narodil se v červenci 1979. Vystudoval Střední průmyslovou školu stavební v Bratislavě, následně studoval v letech 1999 až 2002 obor geologie na Přírodovědecké fakultě Univerzity Komenského v Bratislavě a získal bakalářský titul. V letech 2002 až 2004 na své vzdělání navázal studiem hydrogeologie a inženýrské geologie, získal magisterský titul a v roce 2006 ve stejném oboru získal i titul doktora přírodních věd. 
Mezi srpnem 2004 a březnem 2005 pracoval na slovenském Ministerstvu zdravotnictví, poté se živil jako projektový manažer, v roce 2008 působil jako analytik vývoje projektů v Massachusetts v USA. V letech 2006 až 2009 studoval obor Obnovitelné zdroje ve střední a východní Evropě na Technické univerzitě ve Vídni a získal titul MSc. V roce 2009 začal podnikat v oblasti průmyslu se solárními elektrárnami a v říjnu 2010 se stal koordinátorem v energetické společnosti.  
V roce 2024 žil ve Svitu.

### Politické působení
V roce 2009 se stal členem nově vzniklé politické strany Sloboda a Solidarita. V roce 2013 ve straně začal působit jako teamleader v oblasti energetiky. V parlamentních volbách v roce 2016 kandidoval na 9. místě kandidátní listiny strany. Získal 3 344 preferenčních hlasů a byl tak zvolen poslancem Národní rady. Po zvolení začal působit jako člen výboru pro hospodářské záležitosti. Mandát poté obhajoval i v parlamentních volbách v roce 2020, kdy kandidoval na 7. místě kandidátní listiny SaS a stal se opět poslancem Národní rady. Po volbách se však stal státním tajemníkem na slovenském Ministerstvu hospodářství. Ve funkci skončil v roce 2022 v souvislosti s odchodem strany z vlády Eduarda Hegera. Poté byl díky tzv. klouzavému mandátu v letech 2022 až 2023 opět poslanec NR SR.
V parlamentních volbách v roce 2023 kandidoval na 9. místě kandidátní listiny SaS. Získal 6 557 preferenčních hlasů, ale nebyl zvolen. Po rezignaci Richarda Sulíka na mandát poslance a jeho odchodu z politiky se však v září 2024 Galek stal v Národní radě jeho nástupcem. V evropských volbách v roce 2024 kandidoval na 5. místě kandidátní listiny SaS na funkci europoslance, ale nebyl zvolen.